# 第一次月眉山戰役
第一次月眉山戰役（又稱一月攻勢）發生於1885年1月25至31日，是中法戰爭中基隆地區的法軍重要攻勢。
在經過胡亂的竹堡戰役後，法軍開始以有序的方式進攻中國防線。1885年1月25日，雅克·迪舍納發動攻勢，志在奪取清軍的重要佔地所在地，月眉山。在三天的戰鬥中，法軍占領了輔助陣地，使炮兵能夠包圍中國的主要防禦工事，但於1月28日，暴雨使得法軍的進攻暫時停止。1月31日晚上，中國對輔助陣地的反擊被法軍用步槍近距離射擊果斷地擊退，並損失慘重。
整場戰役，法軍陣亡21人、62人受傷，清軍的傷亡人數則至少為2,000人以上。死者包括營長張仁貴，法軍成員記載稱其為「一名來自宜蘭的土匪頭目」，並曾為曹志忠的指揮部提供了200名民兵。
迪舍納急於通過對桌型高地的進一步攻擊來擴大戰果，但大雨持續了整個2月，使得進行大規模的部隊調動變得不可能。

## 註腳
1. 1 2  清法戰爭研討會. . 2018年2月4日 （中文（繁體））.
2. 1 2 3  Garnot 1894; Lung Chang, 327
3. ↑  清法戰爭研討會. . 2016年1月28日 （中文（繁體））.